# Dom zu Roskilde

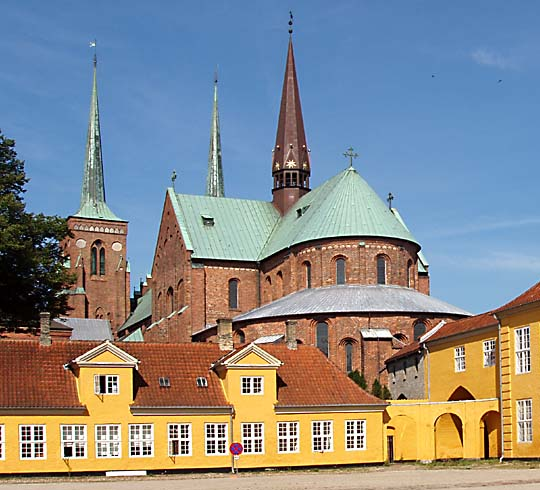
Rückansicht

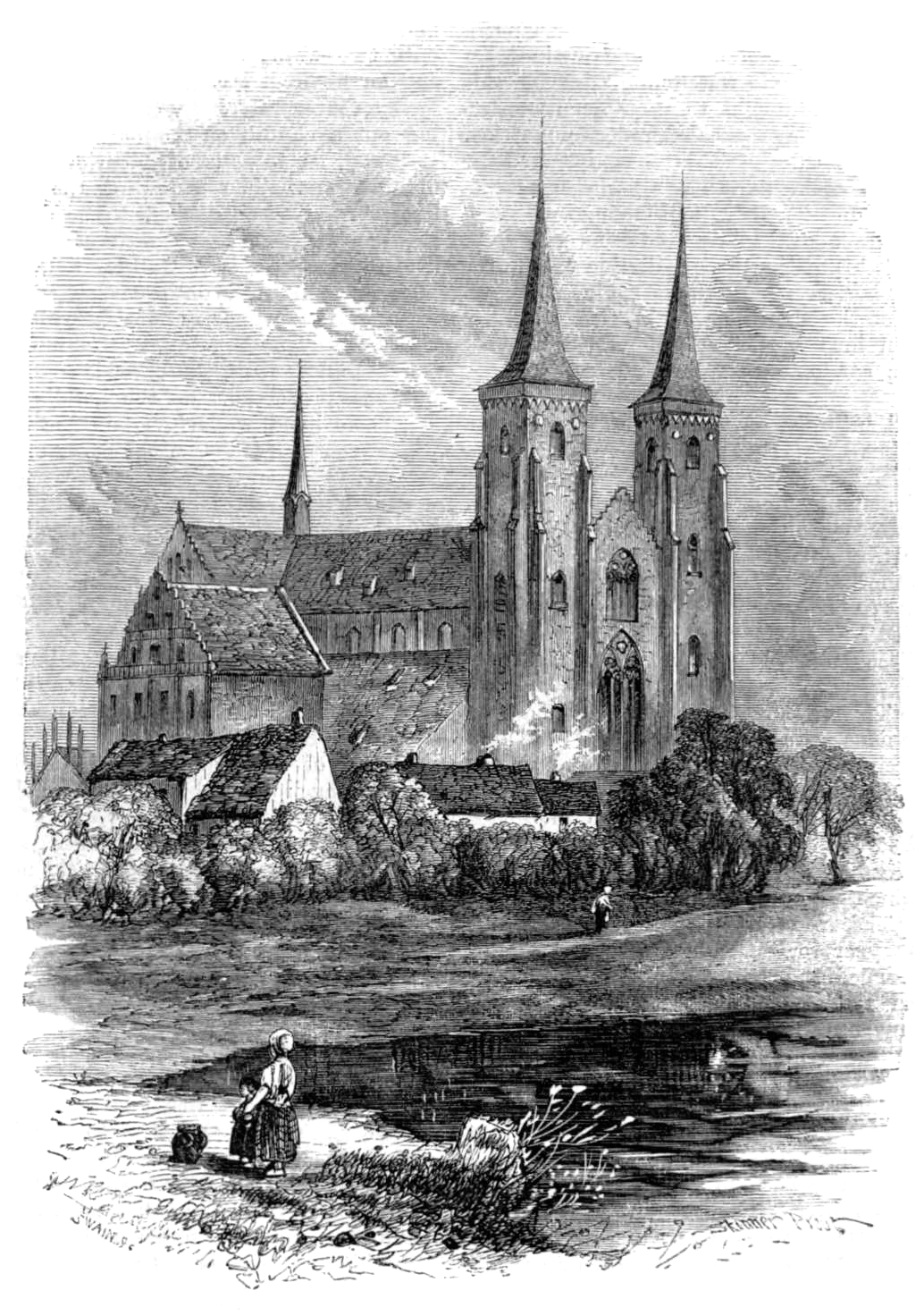
Dom zu Roskilde

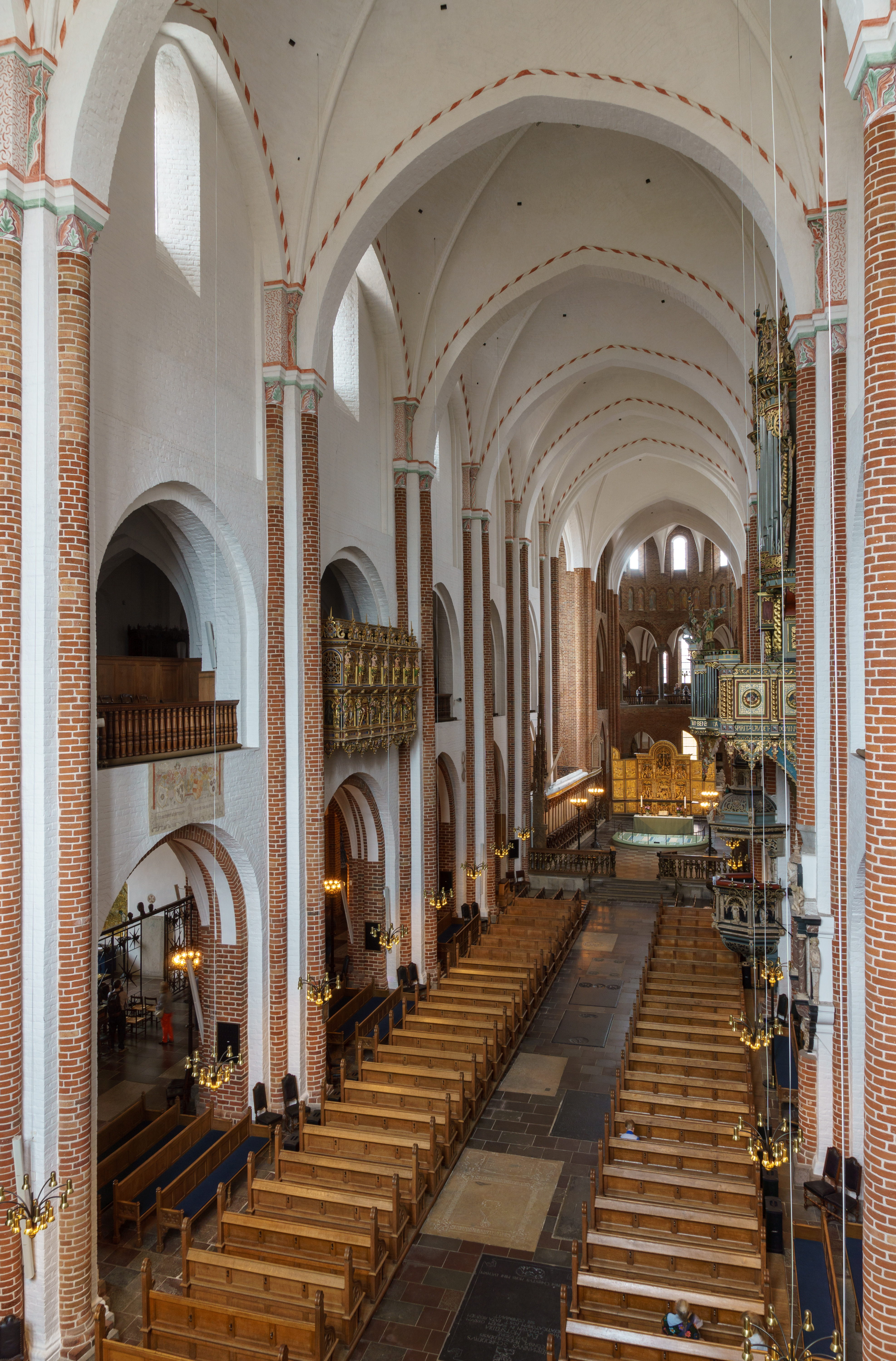
Das Kirchenschiff

Der Dom zu Roskilde (dänisch Roskilde Domkirke) ist die bedeutendste Kirche Dänemarks und der evangelisch-lutherischen Volkskirche Dänemarks. Unter reich verzierten Gewölben und in dunklen Krypten offenbaren sich 1000 Jahre dänische Geschichte. Mit seiner Vielzahl an einzigartigen Königskapellen spiegelt er die sich wandelnde europäische Architekturgeschichte über 800 Jahre hinweg wider: Romanik und Gotik sind dabei ebenso vertreten wie Renaissance, Barock, Neoklassizismus, Eklektizismus und Funktionalismus. Der Dom ist der erste gotische Dom Skandinaviens aus Backstein. Das in Roskilde auf der dänischen Insel Seeland stehende Gebäude trug somit maßgeblich zur Verbreitung der Backsteingotik bei. Die 1280 fertiggestellte Kirche ist der traditionelle Begräbnisort der dänischen Könige und in neuerer Zeit Touristenmagnet. 1995 nahm die UNESCO den Dom in die Liste des Welterbes auf.

## Geschichte
Laut Saxo Grammaticus errichtete Harald Blauzahn 985 die erste Kirche auf dem Hügel von Roskilde über der Bucht und wurde dort auch bestattet. Es ließen sich allerdings keine Überreste dieser Kirche nachweisen. 
Um das Jahr 1080 wurde eine neue Kirche geweiht, errichtet unter Bischof Svend Nordmand. Man weiß nicht, ob es sich um die von Königin Estrid gestiftete Kirche handelte, die unter Bischof Vilhelm (ca. 1060–1073/74) begonnen und unter Bischof Svend Nordmand fertiggestellt wurde, oder ob es sich um zwei Kirchenbauten handelte. 
Unter Bischof Absalon von Lund wurde um 1189 mit dem Bau der heutigen Backsteinkirche begonnen. Deren Bau wurde um 1280 mit dem gotischen Chor beendet. Die ursprünglich diversen Heiligen gewidmeten Kapellen wurden später durch Grabkapellen und Mausoleen der Könige im jeweiligen Stil der Zeit ersetzt.

## Beschreibung
Architektonisch handelt es sich bei dem Dom um eine gewölbte dreischiffige Emporenbasilika mit Umgangschor (ohne Kapellen), Querhaus und Doppelturmfassade. An den Hauptbaukörper sind zahlreiche Nebengebäude angebaut, die überwiegend als Grabkapellen dienen. Es sind dies auf der Nordseite von West nach Ost: Die Glücksburger Kapelle, die Sankt Brigitten-Kapelle, die Sankt Andreas-Kapelle, die Kapelle Christians IV. und Oluf Mortensens Vorhalle; auf der Südseite von West nach Ost die Dreikönigskapelle (darüber der Rittersaal mit dem Dommuseum), die Kapelle Frederiks V. und der Kapitelsaal.
Der prächtige rote Bau besteht aus rund 2,5 Millionen Backsteinen und gilt als älteste Kathedrale der Backsteingotik in ganz Skandinavien. Er bildet ein Beispiel frühester Gotikrezeption in der Anfangszeit des nordeuropäischen Backsteinbaus. Laut Roskildechronik handelte es sich um eine dreischiffige Basilika mit einer starken Turmpartie im Westen und geschmückt mit Krone, Marmorsäulen und allerlei Verzierungen. An der Nordseite lag ein dreiflügeliges Gebäude, in dem die Priester wohnten. Gebaut war alles aus Travertin. Beachtenswert ist die viergeschossige Gestaltung des Choraufrisses mit einem lichten Emporengeschoss und einem Blendtriforium, die von den frühgotischen Kathedralen des französischen Kronlandes übernommen wurde. In den folgenden Jahrhunderten wurden mehrere Kapellen innerhalb und außerhalb der Kirche angebaut.

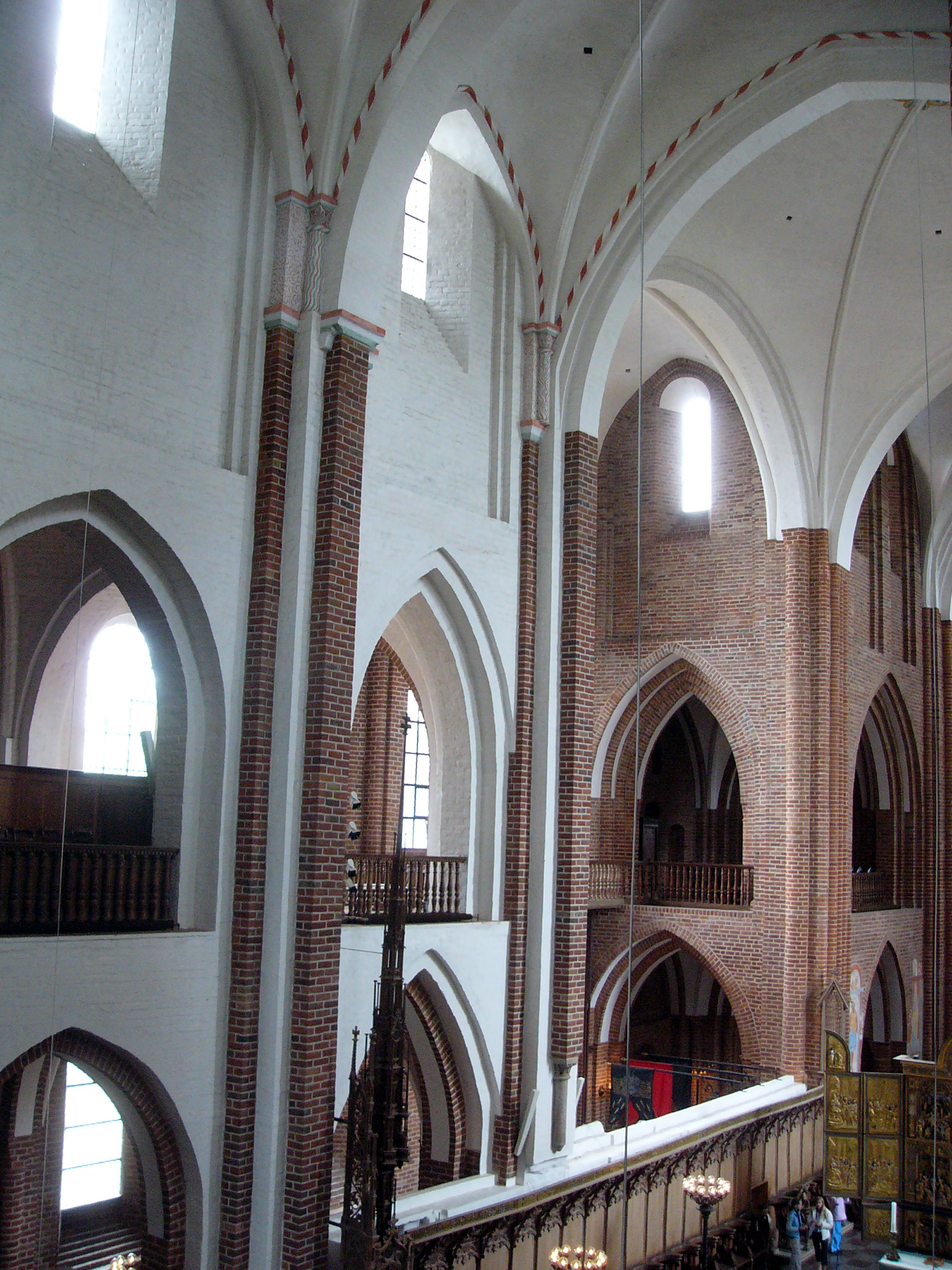
Das Kirchenschiff
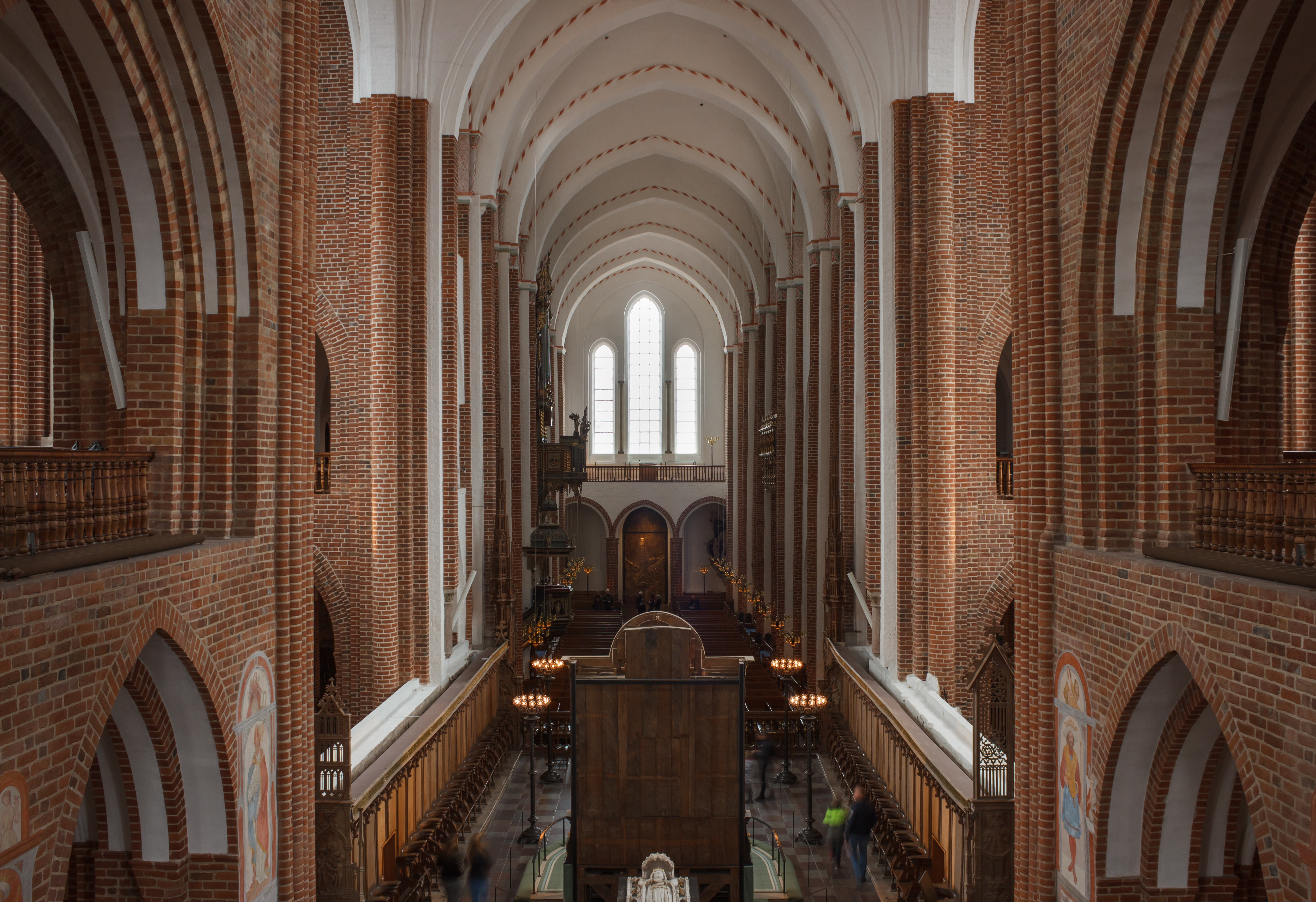
Das Kirchenschiff
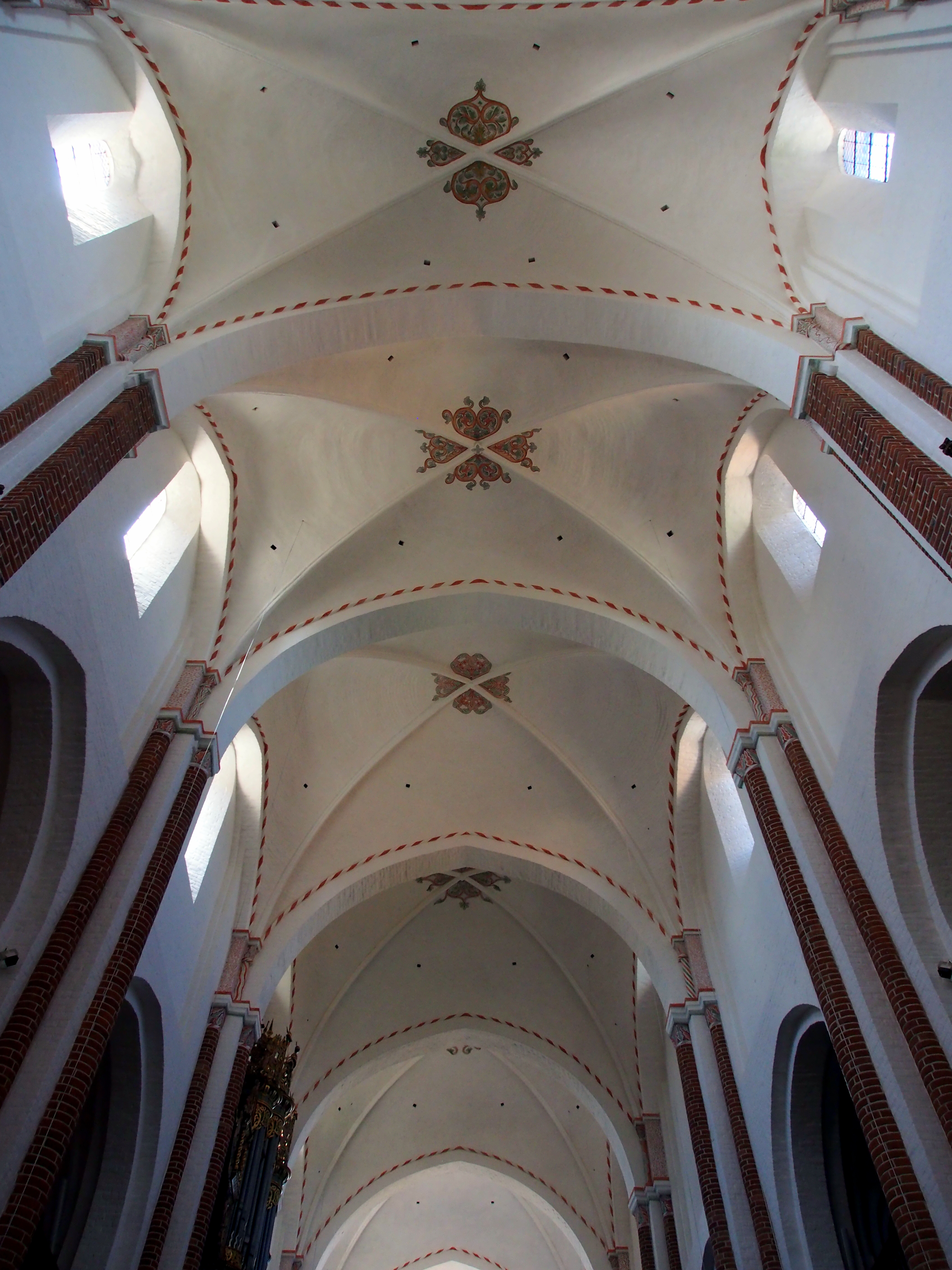
Das Gewölbe
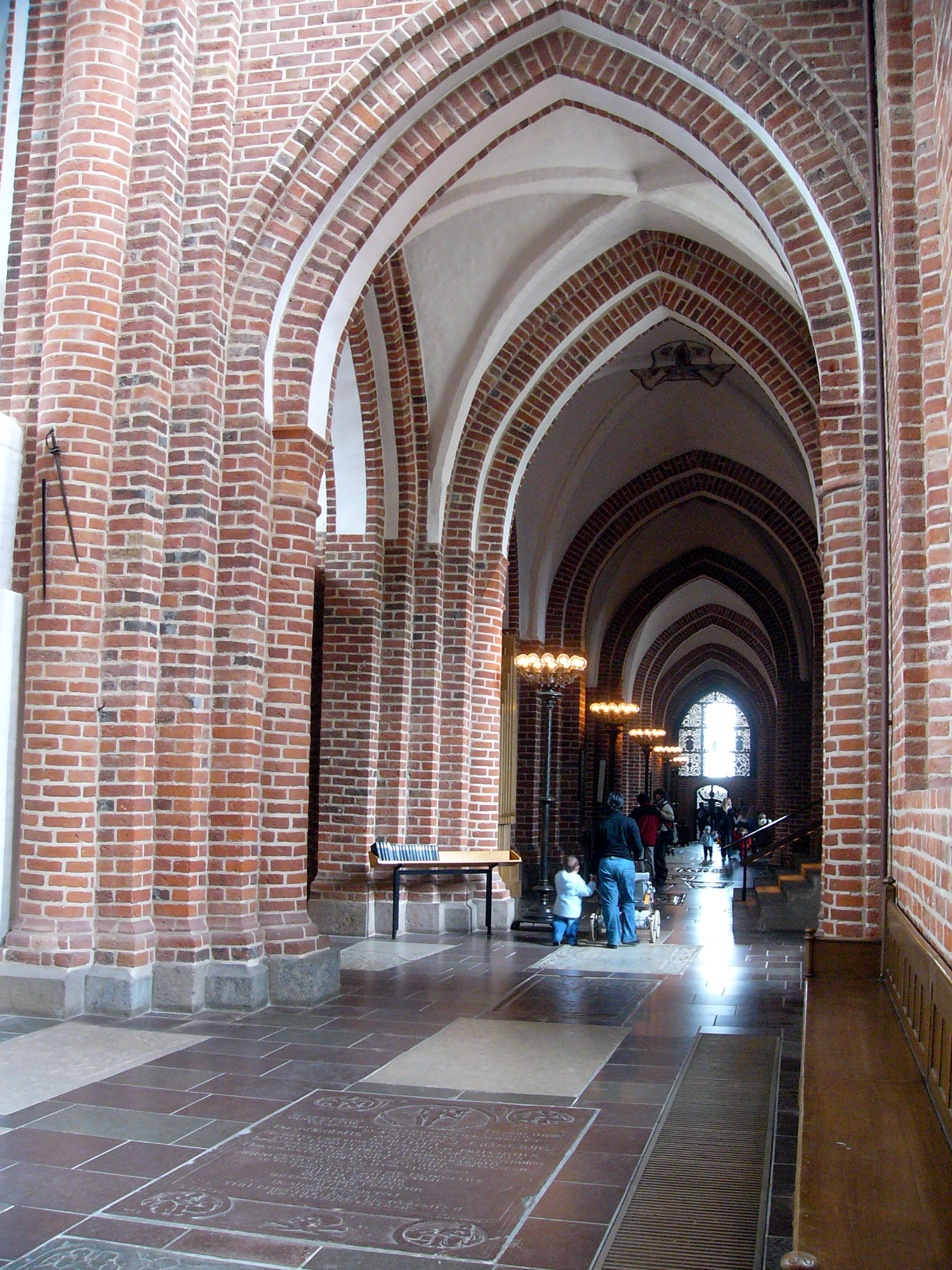
Der Chorumgang
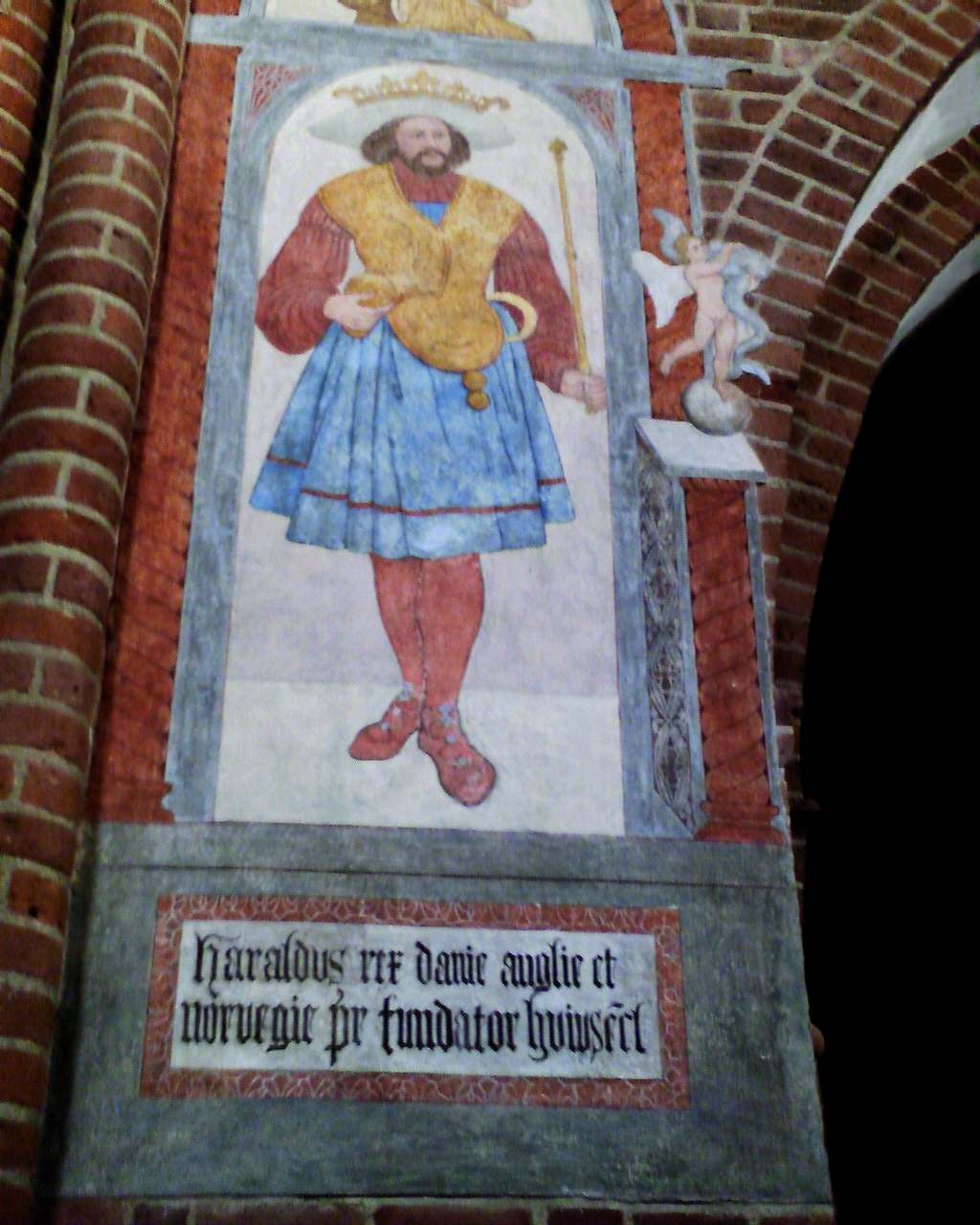
Harald-Blauzahn-Fresko
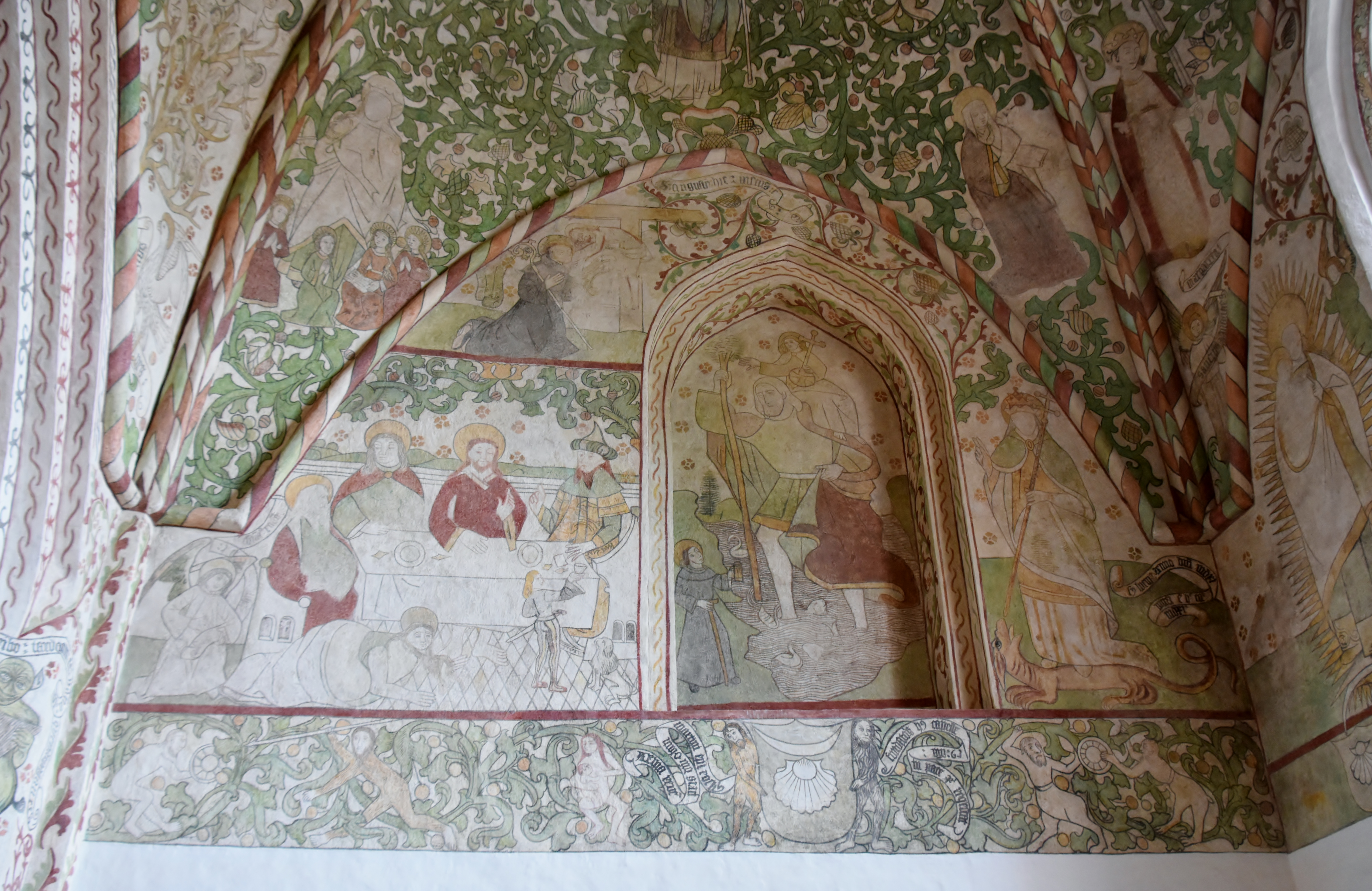
Die Kapelle der Hl. Brigitta

## Ausstattung

### Altäre
Der Hauptaltar ist ein Antwerpener Retabel von 1560. Als nachreformatorisches Kunstwerk zeigt er in detailreicher Schnitzerei Szenen aus Jesu Kindheit und der Passion mit der Kreuzigung im Mittelpunkt.

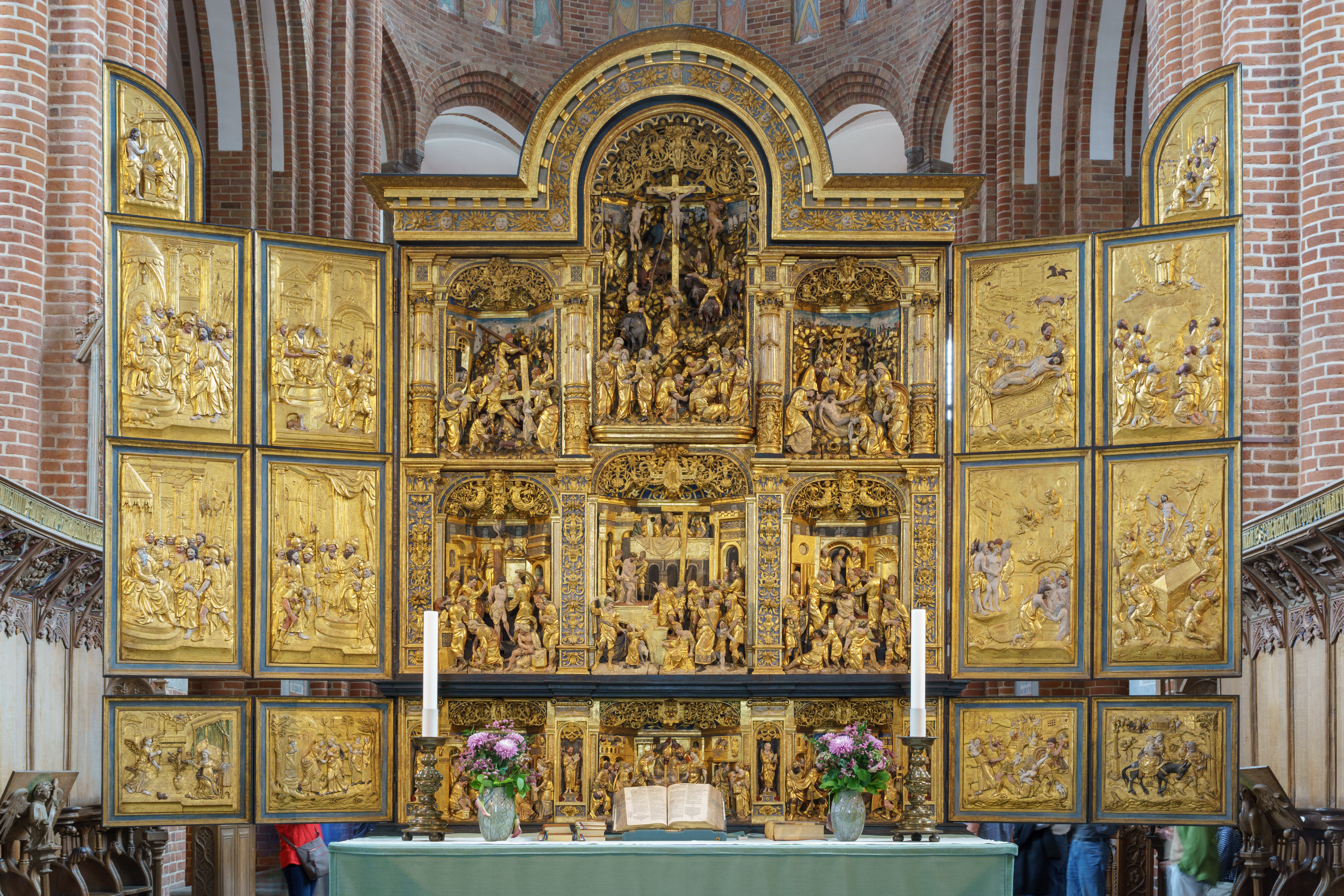
Ansicht des Altars
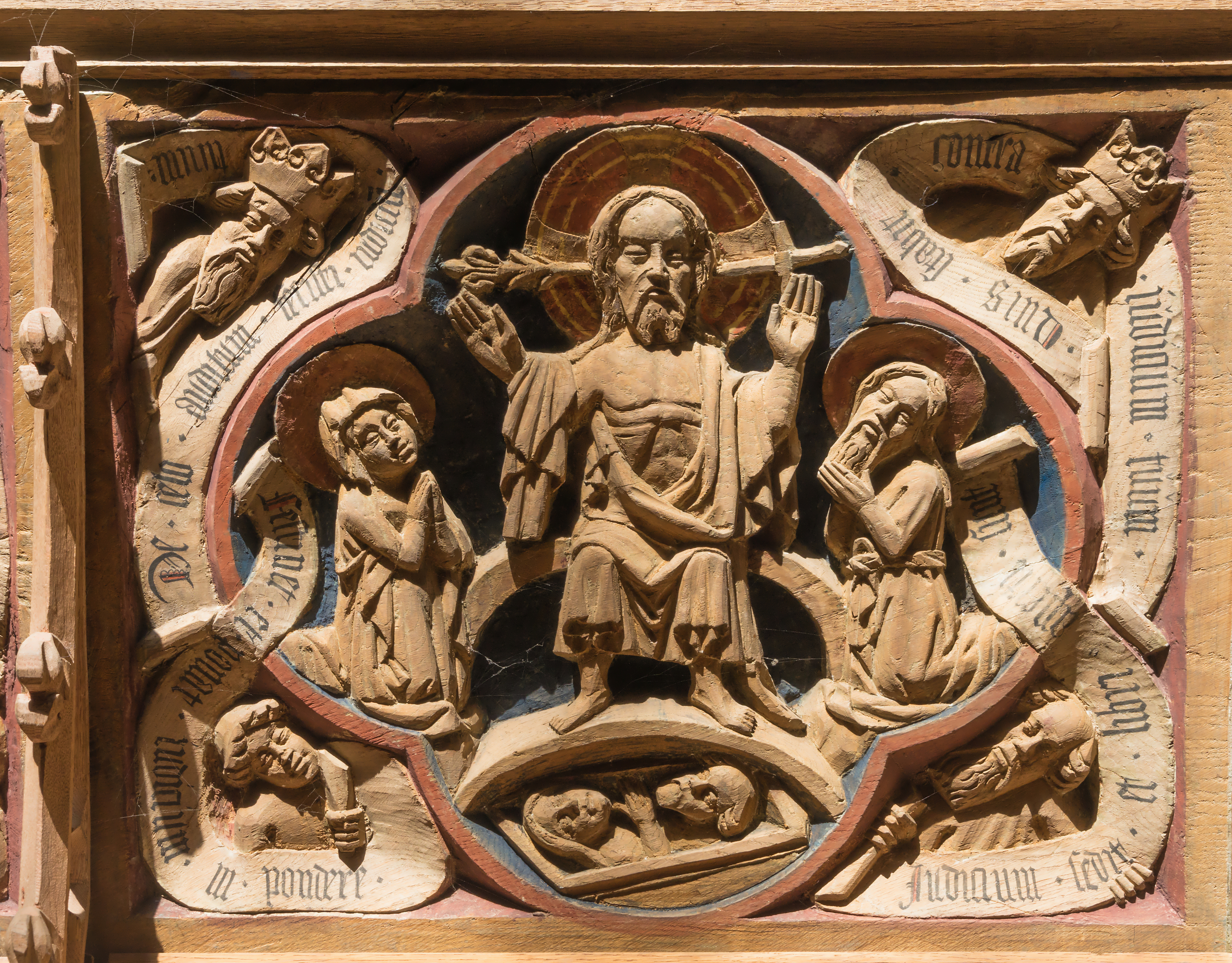
Detail des Chorgestühls
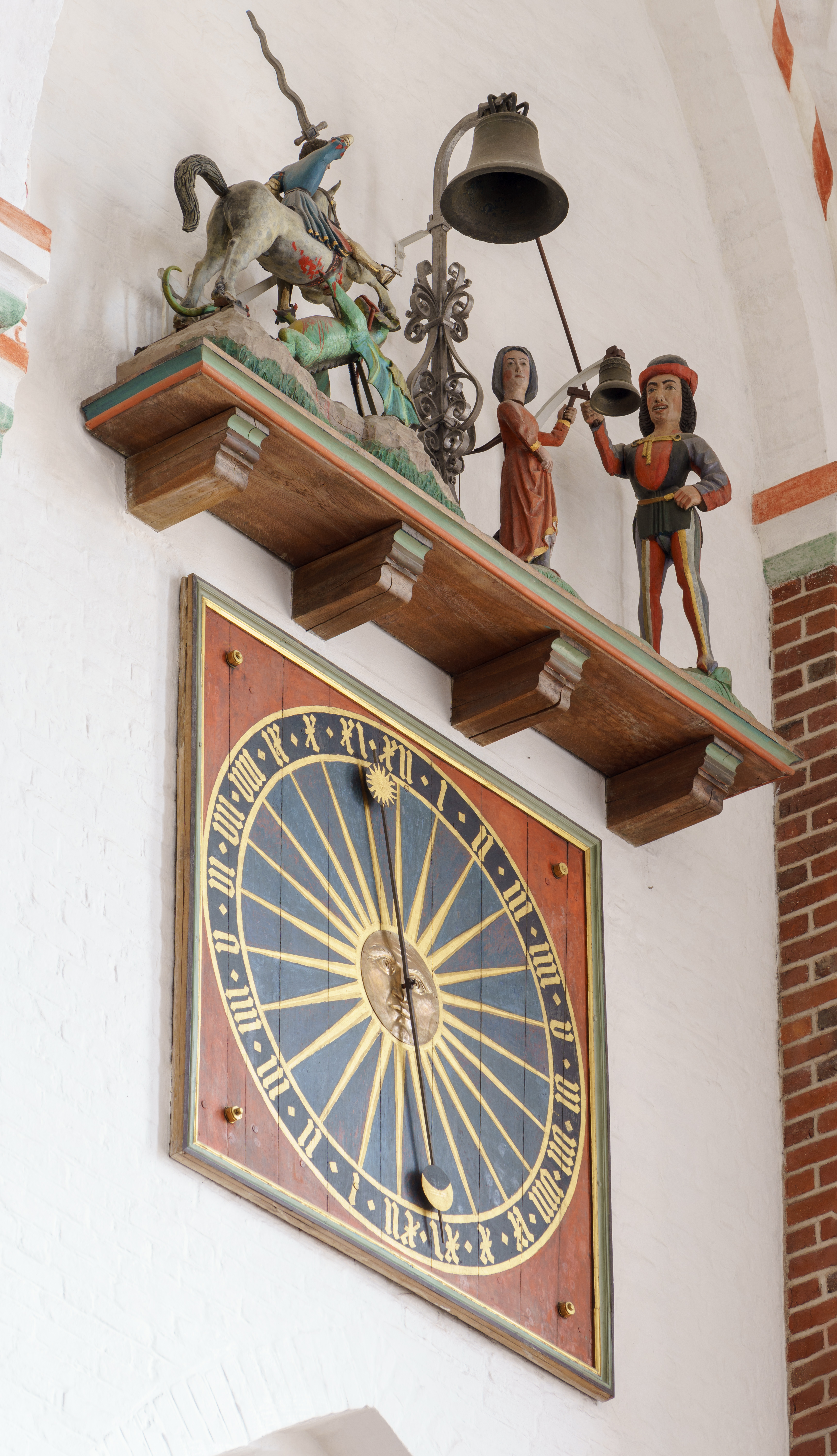
Die Uhr

### Orgel

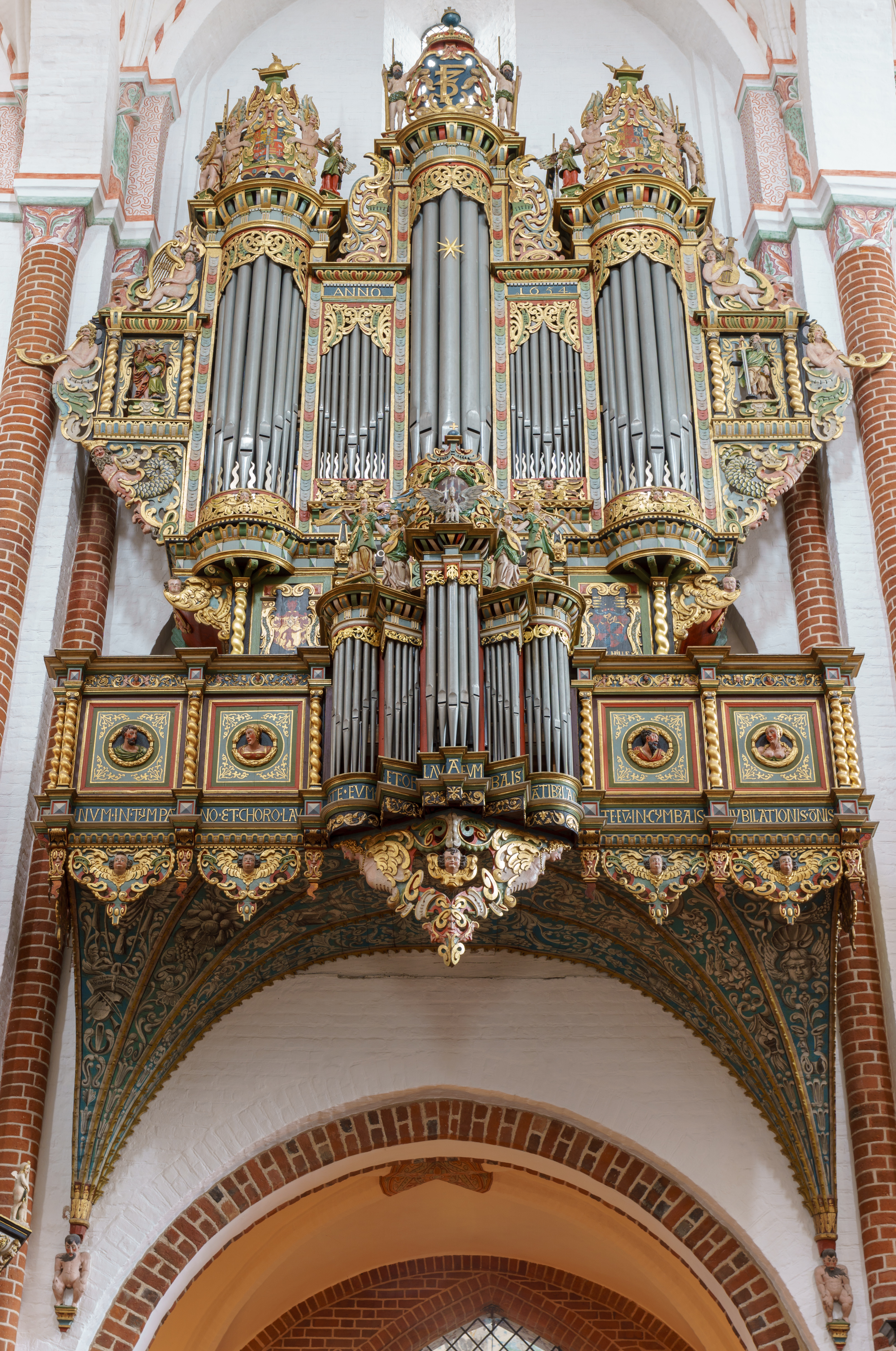
Orgel im Jahre 2017

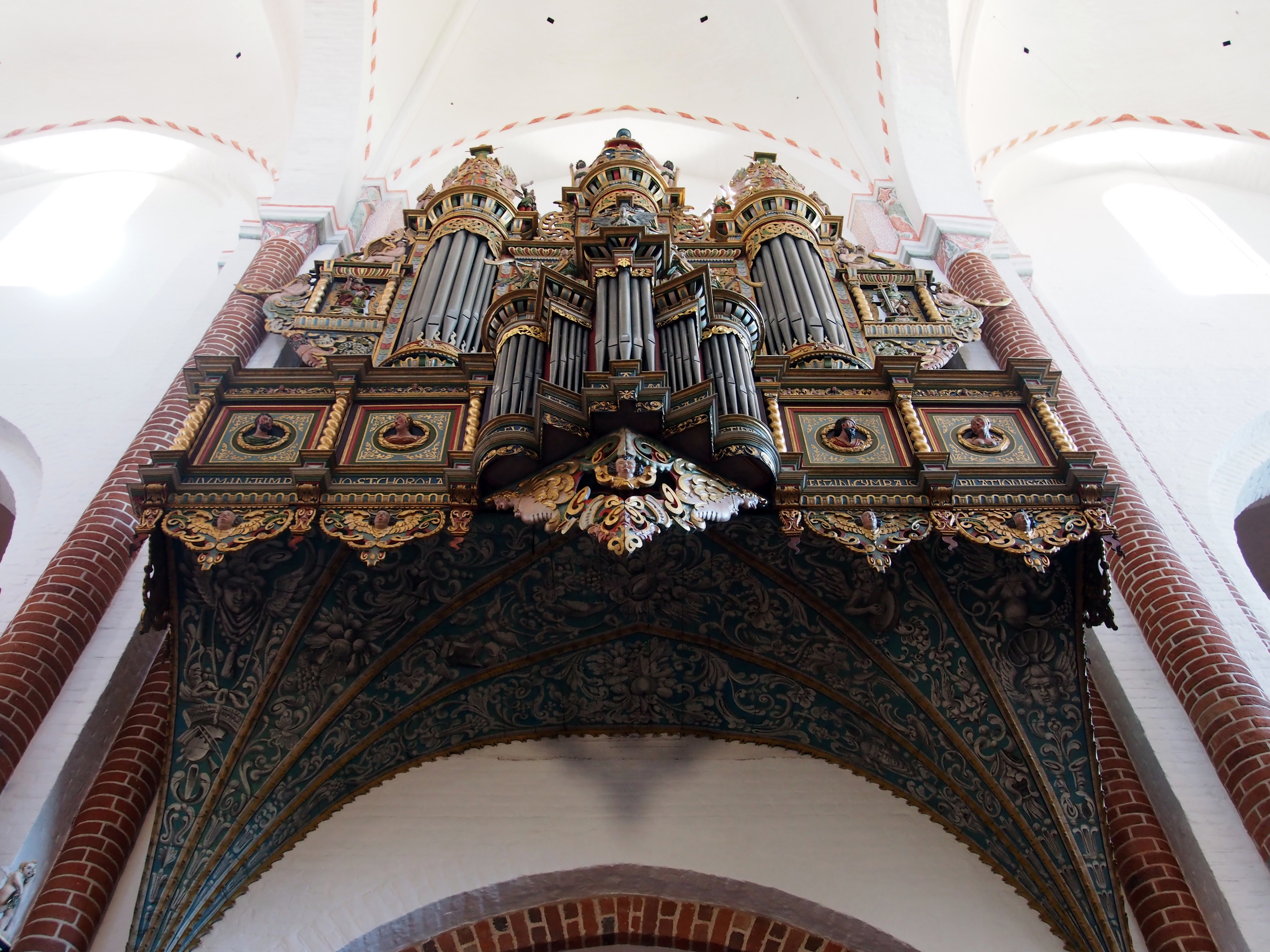
Orgel aus der Froschperspektive

Die Orgel im Dom zu Roskilde zählt zu den bedeutendsten in Dänemark. Sie umfasst alte Register in einem reich verzierten Gehäuse, die bis in die Zeit der Renaissance zurückreichen. Im Jahr 1554 schuf der niederländische Orgelbauer Hermann Raphael Rodensteen eine neue Orgel mit Rückpositiv, dessen Gehäuse sowie drei bis vier Flötenregister erhalten sind. Das Untergehäuse stammt von der Vorgängerorgel aus dem 15. Jahrhundert. Die friesischen Bildschnitzer und Schreiner Per Jensoen aus Leeuwarden und Jan van Boelswart aus Bolsward sowie Gregorius von Lübeck gestalteten den Prospekt und die Emporenbrüstung. Nikolaus Maaß stellte 1611 das Instrument wieder her. Von ihm sind wahrscheinlich drei Register erhalten. In den 1650er Jahren fand ein eingreifender Erweiterungsumbau in ein dreimanualiges Instrument statt, der einem Neubau unter Einbeziehung älterer Teile gleichkam. Möglicherweise war Johan Lorentz der Ältere beteiligt, dessen Arbeit von seinem Meistergesellen Gregor Mülisch († 1654) fortgeführt und von Peter Karstensen Botz 1654/55 vollendet wurde. Die Register von Pedal und Hauptwerk fanden in einem gemeinsamen Gehäuse ihren Platz, das Caspar Lubekke im Stil des Barock gestaltete. Hinzu kam ein separates Brustwerk in Form einer Baldachinorgel über dem Spieltisch.
Im Jahr 1833 wurde die Orgel von Jürgen Marcussen und Andreas P. W. Reuter einschneidend umgebaut, das Brustwerk entfernt, ein schwellbares Oberwerk, neue Trakturen und eine neue Windanlage eingebaut, die Tonhöhe verändert und das Pedalwerk hinter das Hauptwerk aufgestellt. Im Jahr 1877 wurde die Orgel durch die Firma Busch romantisiert. Die Firma Frobenius führte 1926/27 einen Umbau nach den Prinzipien von Albert Schweitzer mit pneumatischen Trakturen durch. 1952 bis 1957 baute dieselbe Firma die Orgel nochmals um. All diese Umbaumaßnahmen wurden im Rahmen einer umfassenden Restaurierung im Jahr 1991 durch Marcussen & Søn unter Leitung des Orgelsachverständigen Cornelius H. Edskes wieder rückgängig gemacht und der Zustand von 1655 weitgehend wiederhergestellt. Das Pedal wurde wieder mit dem Hauptwerk hinter einem gemeinsamen Prospekt vereint, der Spieltisch und die Windanlage mit vier Keilbälgen rekonstruiert und das Brustwerk in der ursprünglichen Gestalt angebracht. Verlorene Register wurden in der Mensur und Bauweise anhand verbliebener Reste oder alter Vorbilder sorgfältig rekonstruiert, die Windladen mit dem Tonumfang von 1654 gefertigt, aber gegenüber dem Zustand von 1654 je zwei Register im Hauptwerk und Brustwerk ergänzt. Im Rückpositiv wurden die Töne Fis und Gis auf den Kanzellen von 1833 als geteilte Obertasten beibehalten. Seit 1991 verfügt das wertvolle Instrument, das für zahlreiche CD-Einspielungen diente, über 33 Register.
| I Rückpositiv CDE–g3 |                 |    |     |
| 1.                   | Gedact          | 8′ | R   |
| 2.                   | Principal       | 4′ | B   |
| 3.                   | Gedact          | 4′ | R,M |
| 4.                   | Octava          | 2′ | B   |
| 5.                   | Salicional      | 2′ | B   |
| 6.                   | Sedecima        | 1′ | B   |
| 7.                   | Sesquialtera II |    | B   |
| 8.                   | Mixtur III      |    | B   |
| 9.                   | Hoboy           | 8′ | B   |
|                      | Tremulant       |    |     |

| II Hauptwerk CDEFGA–c3 |              |       |       |
| 10.                    | Bordun       | 16′   | R/M   |
| 11.                    | Principal    | 8′    | M     |
| 12.                    | Spitzflöjt   | 8′    | R     |
| 13.                    | Octava       | 4′    | M,(B) |
| 14.                    | Rohrflöjt    | 4′    | M     |
| 15.                    | Nassath      | 2 ⁄3′ | M     |
| 16.                    | Super Octava | 2′    | M,(B) |
| 17.                    | Mixtur IV–V  | 1 ⁄3′ | M,(B) |
| 18.                    | Trompet      | 8′    | M     |

| III Brustpositiv CDEFGA–c3 |              |    |       |
| 19.                        | Gedact       | 8′ | M     |
| 20.                        | Gedactflöjt  | 4′ | M     |
| 21.                        | Octava       | 2′ | M,(B) |
| 22.                        | Waltflöjt    | 2′ | M     |
| 23.                        | Sedecima     | 1′ | M,(B) |
| 24.                        | Regal        | 8′ | B     |
| 25.                        | Geigen Regal | 4′ | M,(B) |

| Pedal CDE–d1 |           |     |       |
| 26.          | Principal | 16′ | B     |
| 27.          | Octava    | 8′  | M,(B) |
| 28.          | Gedact    | 8′  | M,(B) |
| 29.          | Octava    | 4′  | M     |
| 30.          | Mixtur IV | 2′  | M     |
| 31.          | Posaun    | 16′ | M     |
| 32.          | Trompet   | 8′  | M     |
| 33.          | Schalmei  | 4′  | M     |
|              | Tremulant |     |       |

- Koppeln: II/I, III/II, I/P, II/P
- Spielhilfen: Tremulant (ganzes Werk), Cymbelstjerne, Fuglesang, Calcantklokke
- Anmerkungen

R = Rottenstein-Pock, 1554
B = Lorentz/Mülisch/Botz, 1654/55
(B) = wenig Anteil von Pfeifenmaterial von Lorentz/Mülisch/Botz, 1654/55
M = Marcussen, 1991

### Königsgräber

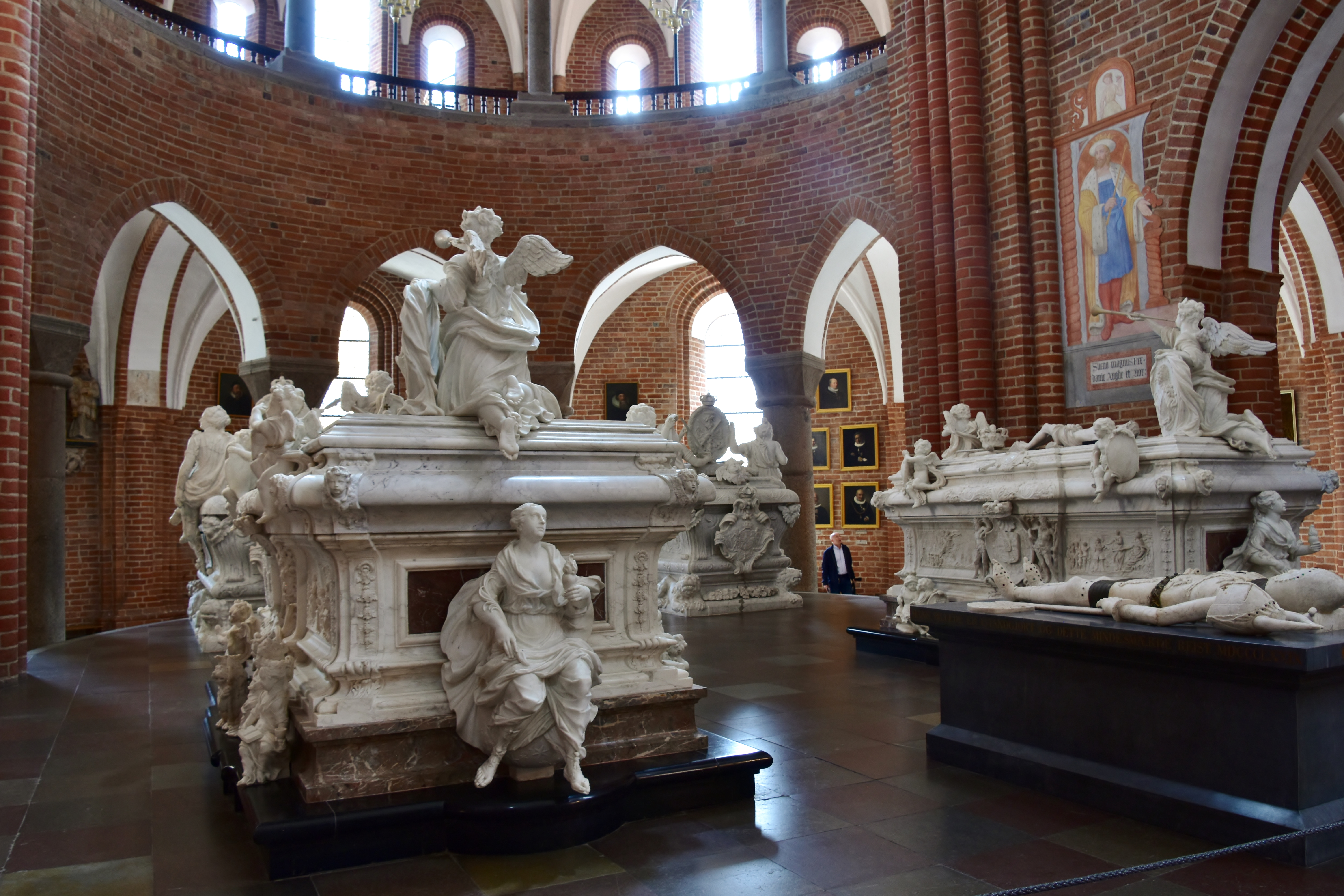
Der Hochchor

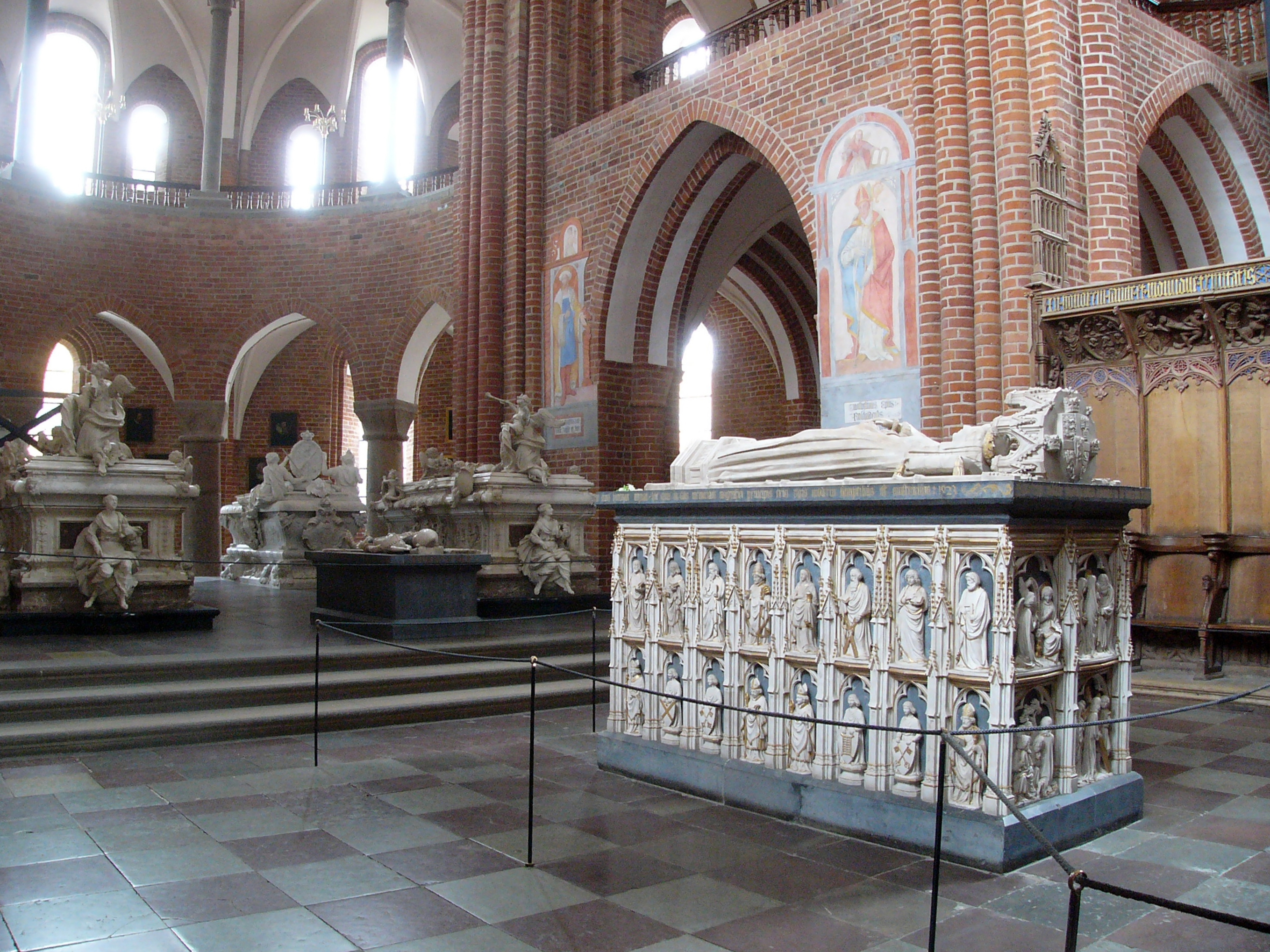
Margrete I.

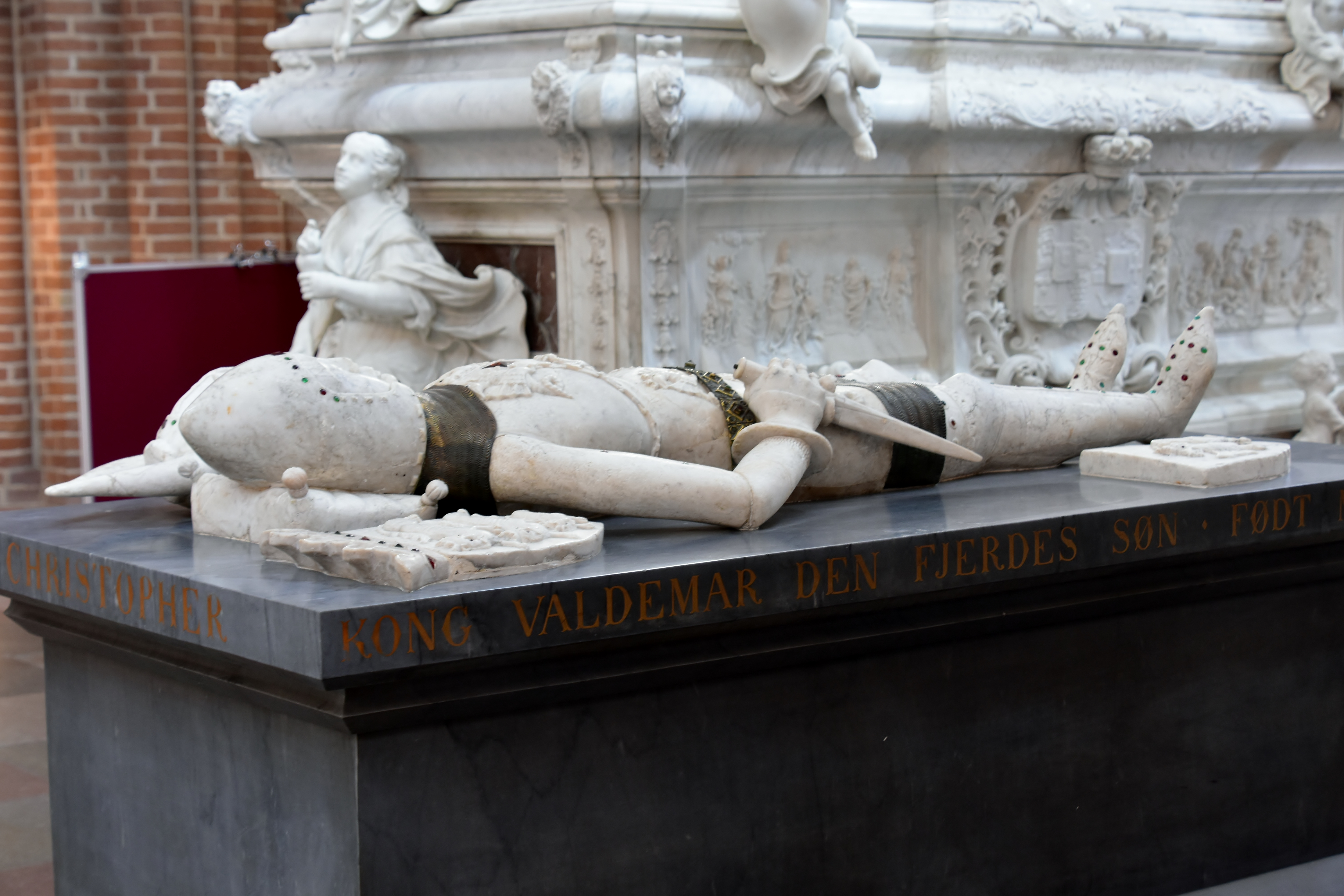
Herzog Christopher

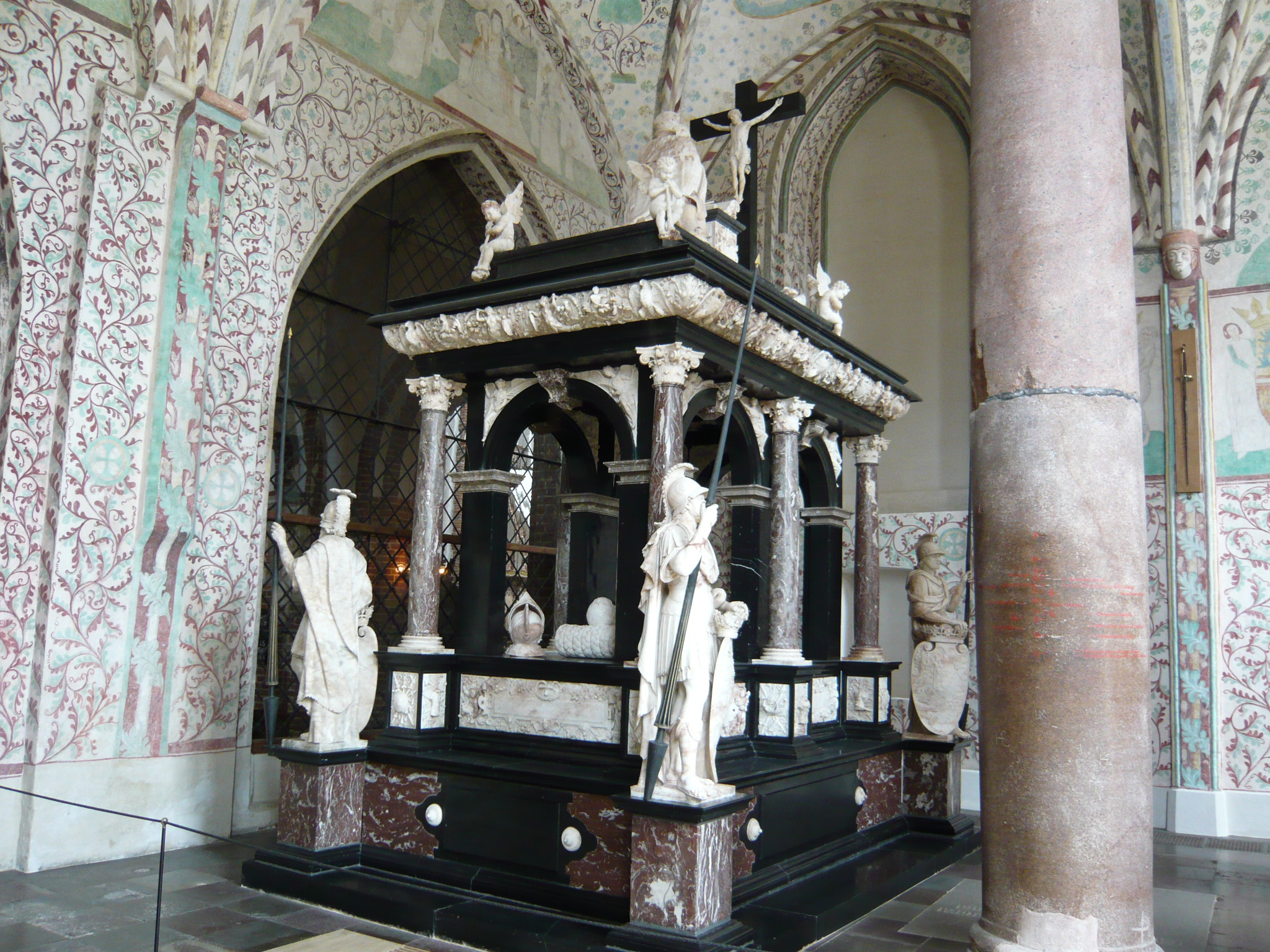
Christian III.

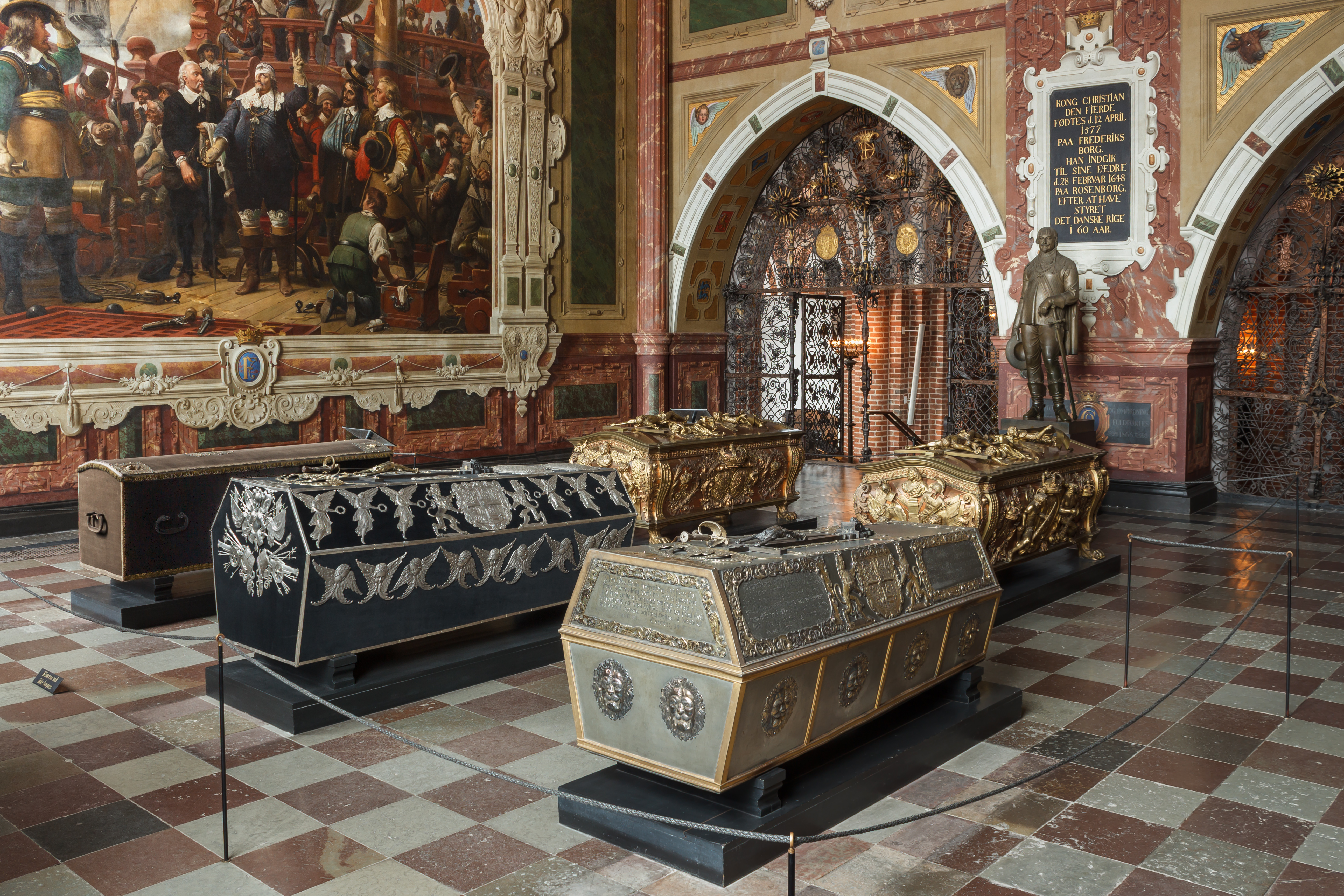
Die Kapelle Christians IV.

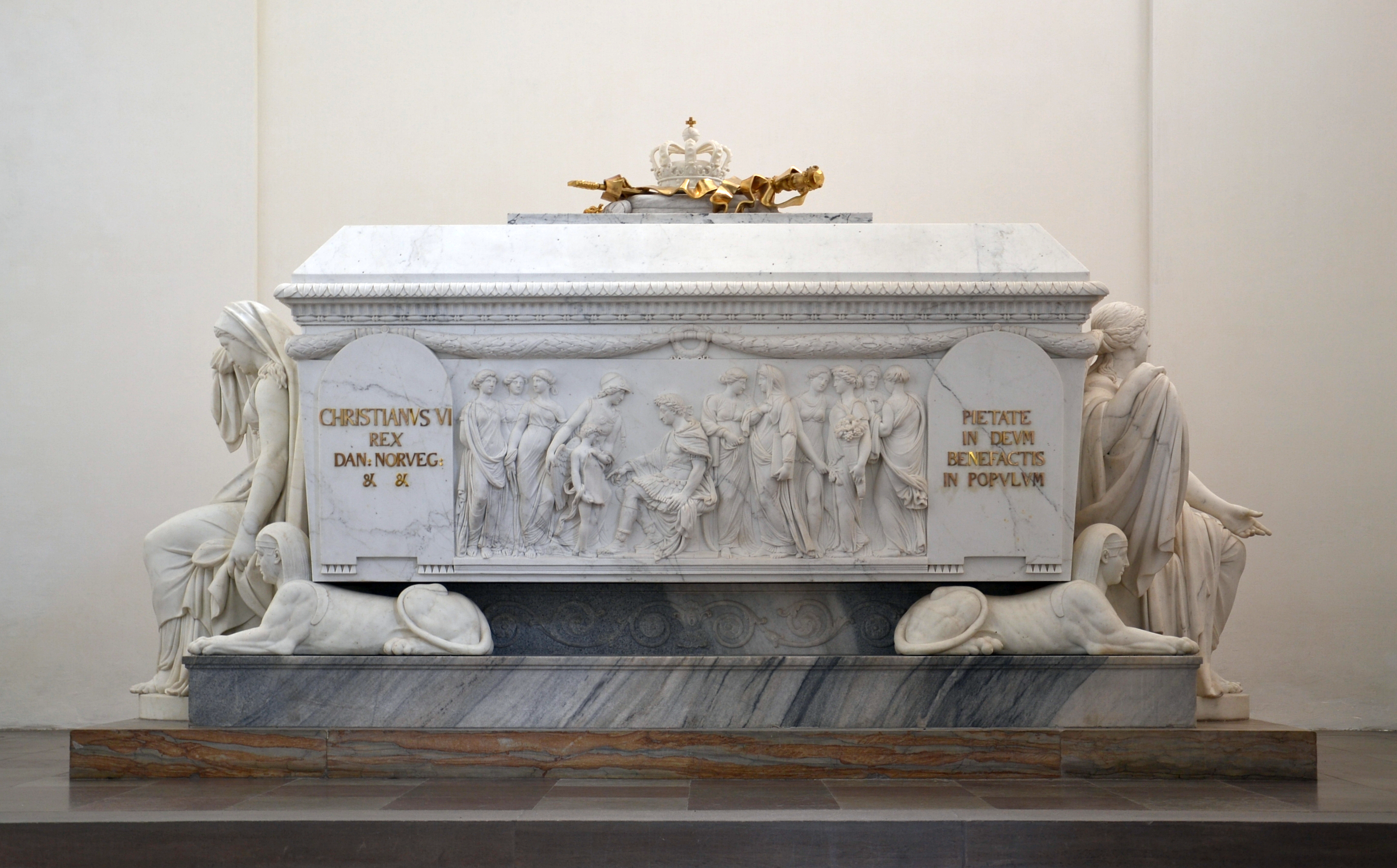
Christian VI.

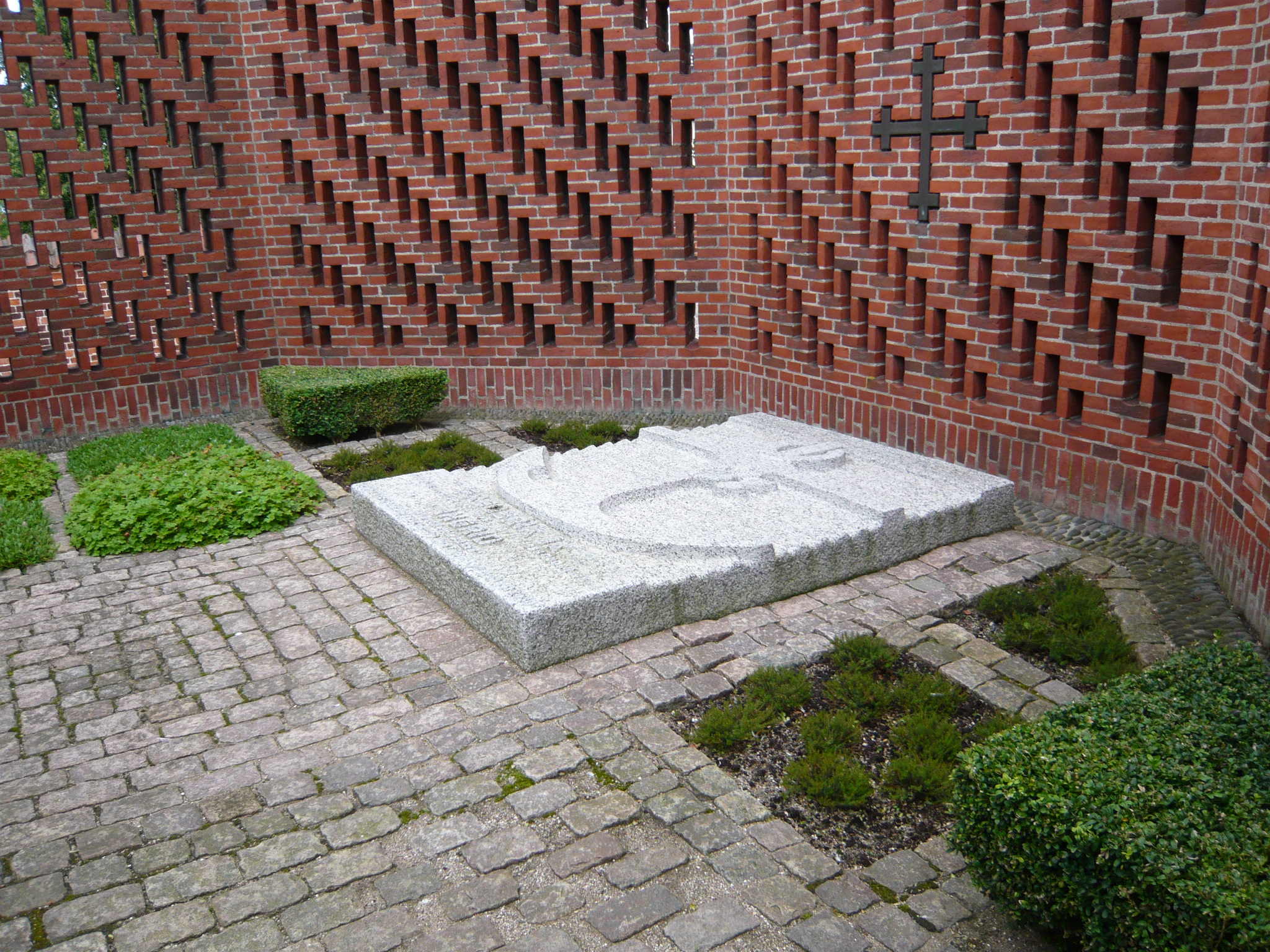
Grabstätte Frederiks IX. und Ingrids von Schweden

Hier sind 40 dänische Könige und Königinnen begraben. In der Kirche liegen die Gräber von 21 dänischen Königen und 17 Königinnen, darunter Harald Blauzahn, Margarethe I., Christian IV. und Friedrich IX. Margarethes Leichnam war ursprünglich wie ihr Vater und ihr Sohn in der Klosterkirche von Sorø begraben gewesen, wurde aber 1413 nach Roskilde überführt. Ihr Grab wurde im Dänisch-Schwedischen Krieg zerstört. Die erste Grabkapelle mit drei Altären, an denen Priester für sein Seelenheil beten sollten, ließ der erste Oldenburger König Christian I. für sich und seine Nachfahren errichten, allerdings nutzten diese den Roskilder Dom erst nach der Reformation als Begräbnisstätte. Im Gegensatz zu ihrem Vorfahren, in dessen Kapelle sich kein Denkmal seiner selbst befindet, errichteten Christian III. und Friedrich II. sich gewaltige, prunkvolle Mausoleen im Stil der Renaissance. Da der Dom nicht nur Königen als Grablege diente, ist der Boden mit Hunderten Grabplatten bedeckt. Auch in der Krypta befinden sich Gräber. Eine Kuriosität ist die sogenannte Königssäule, auf der die Körpergröße verschiedener europäischer Herrscher eingezeichnet ist, angefangen von Christian I. mit 2,19 m, der selbst die 2,08 m von Zar Peter dem Großen erheblich übertraf.
In einem vor der Kirche freistehenden Bau befindet sich die Grabstätte Frederiks IX. (1985). Dagmar von Dänemark (1847–1928), die als Maria Fjodorowna Frau von Zar Alexander III. und Mutter des letzten Zaren Nikolaus II. war, lag bis zur Überführung ihrer Gebeine 2006 in die Familiengruft der Zarenfamilie in der Peter-und-Paul-Kathedrale in Sankt Petersburg ebenfalls im Dom zu Roskilde begraben. Im April 2018 wurde das von Bildhauer Bjørn Nørgaard gestaltete Grabmal für die damals 78-jährige Königin Margrethe II. fertiggestellt.
Folgende Mitglieder des dänischen Königshauses liegen im Dom begraben:
1. Harald I. Blauzahn, König von Dänemark und Norwegen (910–985/986)
2. Sven I. Gabelbart, König von Dänemark (985/986–1014)
3. Sven II. Estridsson, König von Dänemark (1020–1074)
4. Prinz Christoph († 1363) - Junker Christoffer, Sohn von Waldemar IV. Atterdag
5. Margarethe I., Herrscherin von Dänemark, Norwegen und Schweden (1353–1412)
6. Christoph III., König von Dänemark, Norwegen und Schweden (1416–1448)
7. Christian I., König von Dänemark, Norwegen und Schweden (1426–1481)
8. Dorothea von Brandenburg, Königin von Dänemark, Norwegen und Schweden (1430–1495) – Gemahlin von König Christoph III. und König Christian I.
9. Christian III., König von Dänemark und Norwegen (1503–1559)
10. Magnus, König von Livland (1540–1583) – Sohn von König Christian III.
11. Friedrich II., König von Dänemark und Norwegen (1534–1588)
12. Prinz Frederik (* 15. August 1599; † 9. September 1599) – Sohn von König Christian IV.
13. Anna Katharina von Brandenburg, Königin von Dänemark und Norwegen (1575–1612) – Gemahlin von König Christian IV.
14. Prinz Ulrik (* 30. Dezember 1578; † 27. März 1624) – Sohn von König Friedrich II.
15. Sophie von Mecklenburg, Königin von Dänemark und Norwegen (1557–1631) – Gemahlin von König Friedrich II.
16. Prinz Ulrik (* 2. Februar 1611; † 11. August 1633) – Sohn von König Christian IV.
17. Prinz Christian (1603–1647) – Sohn von König Christian IV.
18. Christian IV., König von Dänemark und Norwegen (1577–1648)
19. Friedrich III., König von Dänemark und Norwegen (1609–1670)
20. Sophie Amalie von Braunschweig-Lüneburg, Königin von Dänemark und Norwegen (1628–1685) – Gemahlin von König Friedrich III.
21. Prinz Christian (* 25. März 1675; † 27. Juni 1695) – Sohn von König Christian V.
22. Christian V., König von Dänemark und Norwegen (1646–1699)
23. Prinz Vilhelm (* 21. Februar 1687; † 23. November 1705) – Sohn von König Christian V.
24. Charlotte Amalie von Hessen-Kassel, Königin von Dänemark und Norwegen (1650–1714) – Gemahlin von König Christian V.
25. Louise zu Mecklenburg, Königin von Dänemark und Norwegen (1667–1721) – erste Gemahlin von König Friedrich IV.
26. Prinz Carl von Dänemark (1680–1729), vierter Sohn von König Christian V. und Charlotte Amalie, jüngerer Bruder von König Frederik IV.
27. Friedrich IV., König von Dänemark und Norwegen (1671–1730)
28. Anna Sophie von Reventlow, Königin von Dänemark und Norwegen (1693–1743) – zweite Gemahlin von König Friedrich IV., sie liegt nicht an seiner Seite im Chor, sondern mit drei ihrer Kinder in der nördlichen Turmkapelle
29. Christian VI., König von Dänemark und Norwegen (1699–1746)
30. Louise von Großbritannien, Königin von Dänemark und Norwegen (1724–1751) – erste Gemahlin von König Friedrich V.
31. Friedrich V., König von Dänemark und Norwegen (1723–1766)
32. Sophie Magdalene von Brandenburg-Kulmbach, Königin von Dänemark und Norwegen (1700–1770) – Gemahlin von König Christian VI.
33. Prinzessin Charlotte Amalie (* 6. Oktober 1706; † 28. Oktober 1782) – Tochter von König Friedrich IV.
34. Sophie Friederike von Mecklenburg (1758–1794) – Gemahlin von Prinz Frederik
35. Juliane von Braunschweig, Königin von Dänemark und Norwegen (1729–1796) – zweite Gemahlin von König Friedrich V.
36. Prinz Frederik (1753–1805) – Sohn von König Friedrich V.
37. Christian VII., König von Dänemark und Norwegen (1749–1808)
38. Prinzessin Charlotte (* 30. Oktober 1789; † 28. März 1824) – Schwester von König Christian VIII.
39. Friedrich VI., König von Dänemark und Norwegen (1768–1839)
40. Christian VIII., König von Dänemark und Norwegen (1786–1848)
41. Prinzessin Juliane (* 18. Februar 1788; † 9. Mai 1850) – Schwester von König Christian VIII.
42. Maria von Hessen-Kassel, Königin von Dänemark und Norwegen (1767–1852) – Gemahlin von König Friedrich VI.
43. Prinz Ferdinand von Dänemark (* 22. November 1792; † 29. Juni 1863) – Bruder von König Christian VIII.
44. Friedrich VII., König von Dänemark (1808–1863)
45. Caroline Amalie von Schleswig-Holstein, Königin von Dänemark und Norwegen (1796–1881) – zweite Gemahlin von König Christian VIII.
46. Prinzessin Caroline (* 28. Oktober 1793; † 31. März 1881) – Tochter von König Friedrich VI.
47. Prinz Vilhelm (* 10. April 1816; † 5. September 1893) – Bruder von König Christian IX.
48. Louise von Hessen, Königin von Dänemark (1817–1898) – Gemahlin von König Christian IX.
49. Christian IX., König von Dänemark (1818–1906)
50. Marie von Orléans (* 13. Januar 1865; † 4. Dezember 1909) – Gemahlin von Prinz Valdemar
51. Prinz Hans (* 5. Dezember 1825; † 27. Mai 1911) – (Bruder von König Christian IX.)
52. Friedrich VIII., König von Dänemark (1843–1912)
53. Louise von Schweden-Norwegen, Königin von Dänemark (1851–1926) – Gemahlin von König Friedrich VIII.
54. Prinz Valdemar (1858–1939) – Sohn von König Christian IX.
55. Christian X., König von Dänemark (1870–1947)
56. Prinz Erik (1890–1950) – Sohn von Prinz Valdemar
57. Alexandrine von Mecklenburg-Schwerin, Königin von Dänemark (1879–1952) – Gemahlin von König Christian X.
58. Prinzessin Eleonore (* 1895; † 1966) – Gemahlin von Prinz Viggo
59. Prinz Viggo (* 25. Dezember 1893; † 4. Januar 1970) – Sohn von Prinz Valdemar
60. Friedrich IX., König von Dänemark (1899–1972)
61. Margrethe, Herzogin von Parma (* 17. September 1895; † 18. September 1992) – Tochter von Prinz Valdemar
62. Prinz Christian (* 1932; † 1997)
63. Ingrid von Schweden, Königin von Dänemark (1910–2000) – Gemahlin von König Friedrich IX.